# Das bessere Bahnkonzept

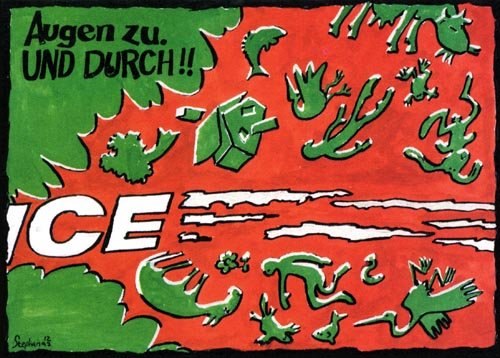
Eine 1994 von der Initiative herausgegebene Postkarte

Das bessere Bahnkonzept ist ein Verein aus Zapfendorf/Oberfranken, der nach eigenen Angaben als Dachverband von Bürgerinitiativen für alternative Lösungen zur Schnellfahrstrecke Nürnberg–Erfurt im Rahmen des Verkehrsprojekt Deutsche Einheit Nr. 8 (VDE 8) eintritt.
Der Verein hatte im März 2012 nach eigenen Angaben etwa 800 Mitglieder. Die Initiative gewann im Jahr 2000 den Bayerischen Umweltpreis des Bund Naturschutz.

## Geschichte
Die Initiative gründete sich nach eigenen Angaben am 16. Mai 1992 in Bamberg als Dachverband von Bürgerinitiativen, die bereits ab Februar 1992 an vielen Orten zwischen Fürth und Erfurt gegen die Schnellfahrstrecke entstanden waren. An einer von der Initiative organisierten Demonstration in Ebensfeld beteiligten sich Anfang Oktober 1992 rund 5000 Menschen.
Ein im Oktober 1992 vorgestelltes Gutachten von Vieregg-Rössler, das im Auftrag der Bürgerinitiative und des Bund Naturschutz erstellt worden war, stufte die Schnellfahrstrecke als eine „riesige volkswirtschaftliche Fehlinvestition“ ein. Eine sinnvollere Alternative sei demnach der Ausbau und die Beschleunigung der bestehenden Nord-Süd-Hauptstrecken. Durch den Ausbau der Achsen Nürnberg–Jena–Leipzig, Nürnberg–Bayreuth–Hof–Berlin, München–Regensburg–Hof und Stuttgart–Würzburg–Erfurt–Berlin sollten stattdessen rund fünf Millionen Menschen in den Genuss einer attraktiven Schienenverkehrsanbindung kommen. Nach eigenen Angaben hatte die Bürgerinitiative bis dahin mehr als 25.000 Unterschriften gegen die Schnellfahrstrecke gesammelt. Die Schnellfahrachse Berlin–Nürnberg sollte dabei über Bayreuth, Hof und Leipzig führen und der Neigetechnikzug X2000 eingesetzt werden. Durch geringfügige Gleisverbesserungen könnten mit Neigetechnikzügen nur unwesentlich längere Fahrzeiten gegenüber ICE-Zügen auf der Hochgeschwindigkeitsstrecke erzielt werden. Das Konzept „Fünf statt Eins“ sei darüber hinaus zur Hälfte der Kosten des Projekts VDE 8 und in kürzerer Zeit realisierbar. Durch die Konzentration auf das Projekt VDE 8 fehle das Geld für die notwendige Sanierung und Modernisierung anderer Strecken.
Die Initiative fungierte als Dachverband für ein Anfang April 1993 gegründetes Aktionsbündnis gegen die Schnellfahrstrecke engagierter Umweltverbände. Sie setzten sich für einen Abbruch der Planfeststellungsverfahren an der Schnellfahrstrecke ein. Im Raumordnungsverfahren für den bayerischen Teil der Schnellfahrstrecke, das im Mai 1993 abgeschlossen wurde, sei nach Angaben der Initiative das vorgeschlagene Alternativkonzept trotz 30.000 unterstützenden Unterschriften mit einem Satz abgelehnt worden. Als Vertreter der Initiative Ende September 1993 dem Bundesverkehrsminister Matthias Wissmann bei einem (nach Angaben der Initiative) lange zuvor vereinbarten Termin rund 50.000 gesammelte Unterschriften übergeben wollten, sei nur dessen Staatssekretär Manfred Carstens erschienen.
Ein weiteres im Auftrag der Initiative angefertigtes Gutachten von Vieregg-Rössler kritisierte im März 1994 die der Planung der Schnellfahrstrecke zu Grunde liegenden Verkehrsprognosen, die auf der „politischen Wunschvorstellung des Jahres 1991“ fußten; das zu Grunde gelegte Wirtschaftswachstum sei bereits durch eine Rezession widerlegt. Nach eigenen Angaben habe die Bürgerinitiative bis dahin mehr als 100 Einwendungen gegen die Schnellfahrstrecke erhoben. Die Initiative setzte sich im Rahmen der Diskussion um die Schnellfahrstrecke Nürnberg–Ingolstadt für eine Variante über Augsburg ein. Durch die Ingolstadt-Variante würde für eine Sekunde Fahrzeitverkürzung zwei Millionen DM aufgewendet.
Im Februar 1998 bereitete die Bürgerinitiative eine Verfassungsbeschwerde gegen die Schnellfahrstrecke Nürnberg–Erfurt vor. Im September 2007 legte die Initiative ein weiteres Vieregg-Rössler-Gutachten vor. Durch einen nach Norden verschobenen Beginn der Neubaustrecke könnte die ICE-Anbindung von Lichtenfels erhalten bleiben. Mit einer parallel zur Bundesautobahn 73 bis Rödental bei Coburg trassierten Strecke sei eine halbe Milliarde Euro einzusparen gewesen. Auf Talbrücken hätte bei dieser Variante nach Angaben des Gutachters verzichtet werden können; an Tunneln wären zwei statt zehn Kilometer erforderlich gewesen.
Bis 2010 hatte die Initiative rund 250.000 Euro an Anwaltskosten im Kampf gegen das Projekt investiert. Bis März 2012 hatte sie darüber hinaus nach eigenen Angaben mehr als 1000 Informationsveranstaltungen, 144 kulturelle Veranstaltungen sowie 552 Vorstandssitzungen abgehalten.

## Nach Eröffnung der Schnellfahrstrecke
Seit Eröffnung der Schnellfahrstrecke im Dezember 2017 konzentriert sich der Verein auf Stellungnahmen gegen Ausbauplanungen in den verbleibenden Planfeststellungsabschnitten zwischen Forchheim und Breitengüßbach und bietet dafür einen als Einspruchshelfer bezeichneten Textgenerator zur Formulierung von Widersprüchen im Planfeststellungsverfahren an. Der Verein arbeitet dabei mit einem Rechtsanwalt aus Lichtenfels zusammen, der auch im Vorstand des Vereins tätig ist. Der Vereinsvorstand koordiniert auch die Arbeiten zur Archivierung der über fünfundzwanzigjährigen Tätigkeit der Bürgerinitiative.